# ملعب أرتيميو فرانكي (سيينا)
ملعب أرتيميو فرانتشي ملعب متعدد الاستخدامات لعدة رياضات يقع في مدينة سيينا الإيطالية . يعتبر الملعب الرئيسي لمباريات نادي سيينا. تم افتتاحه في 1923 ويتسع لحضور 15373 متفرج.